# Lord Monarch: Tokoton Sentō Densetsu
Lord Monarch: Tokoton Sentō Densetsu (ロードモナーク・とことん戦闘伝説) est un jeu vidéo de rôle et de stratégie sorti en 1991 sur PC-98 et FM Towns, puis a été porté sur Mega Drive, Satellaview et Super Famicom. Le jeu a été développé par Nihon Falcom. Il est sorti uniquement au Japon.